# لو لويس
لو لويس (بالإنجليزية: Lou Lewis)‏ هو نقابي بريطاني، ولد في عقد 1930، وتوفي في 11 يناير 2010.